# Dolly Dearest - La bambola che uccide
Dolly Dearest - La bambola che uccide (Dolly Dearest) è un film del 1991 diretto da Maria Lease.

## Trama
Elliot Wade ottiene la proprietà della misteriosa e sinistra fabbrica Dolly Dearest in Messico. Non lontano dalla fabbrica si trova la tomba Maya sotterranea di Sanzia, o Satana sulla Terra. Un archeologo irrompe nel sarcofago ma viene schiacciato dalla lastra di pietra che copre l'ingresso, liberando lo spirito malvagio di Sanzia. Alla sua fuga, Sanzia si rifugia nella bambola di porcellana, Dolly Dearest.
Nonostante la fine dell'archeologo, la vendita è finalizzata e la famiglia Wade si reca in Messico per vedere la loro nuova casa. All'arrivo, la famiglia incontra il loro agente immobiliare, il signor Estrella e la governante, Camilla.
Estrella porta Elliot, Jimmy e Jessica a vedere la fabbrica. L'edificio, da tempo abbandonato, è strutturalmente instabile per la costernazione di Elliot, ma Estrella elimina in fretta le sue preoccupazioni e discute della storia della fabbrica.
Durante la conversazione, Jessica sta esplorando. Su uno scaffale scopre molte bambole ben conservate coperte da un lenzuolo. Chiede a suo padre se può averne uno e lui acconsente, permettendole di prendere Dolly. Fuori, Jimmy trova l'ingresso della grotta che è bloccata da una recinzione di filo metallico. Ignaro degli eventi recenti, Jimmy indaga su quella zona, ma suo padre lo avverte di non tornarci più.
Quella notte, Marilyn mette a letto Jessica. Mentre si addormenta, Dolly gira lentamente la testa per fissare il bambino. Il giorno successivo, Marilyn trova un disegno inquietante che pensa che Jessica abbia disegnato.
Jessica diventa progressivamente più violenta e ossessiva con Dolly. Per non destare il sospetto di suo padre, Jessica si comporta normalmente quando è nei paraggi, ma riprende il suo comportamento terribile e minaccioso nei confronti di sua madre. Camilla crede che la bambola controlli Jessica. Quando la figlia parla duramente in lingua sanziana, Camilla cerca di avvertire Marilyn, ma viene uccisa dallo spirito. Una notte Jimmy esce di casa e fa irruzione nella fabbrica da una finestra aperta. Trova il guardiano notturno Luis, morto sul pavimento e fugge.
Marilyn si rende conto che Jessica può davvero essere posseduta e cerca di prendere la bambola da sua figlia. Jessica avverte sua madre di non toccare la bambola, ma quando Marilyn persiste, Sanzia possiede momentaneamente Jessica e grida: "Ti ucciderò!" prima di aggiungere "Il mio bambino".
Il giorno successivo, Marilyn visita lo scavo per la prima volta e parla con l'archeologo Resnick sullo scopo del loro scavo. Resnick dice a Marilyn che stanno cercando i resti del bambino del diavolo di Sanzia all'interno della tomba, che non è ancora stata aperta. Resnick continua a spiegare che il bambino diavolo, una vera forza del male, si è nutrito del sangue caldo dei bambini. La tribù alla fine uccise la creatura perché i suoi bisogni dietetici avevano quasi spazzato via la popolazione della tribù. Marilyn spiega poi che Jessica è controllata dalla sua bambola e visita la sorella di Camilla, una suora, in un convento, informandola che è troppo tardi.
A casa, Marilyn cerca Jessica. Trova Jimmy che si nasconde sul pavimento dell'armadio del corridoio e le dice che Jessica e Dolly sono nella stanza di Jessica. Rivela anche di aver visto Dolly parlare e muoversi. Jimmy le consegna la chiave della stanza di Jessica e Dolly rivela a Marilyn il suo vero io.
Marilyn torna di sotto, carica le munizioni nel fucile e dice a Jimmy di chiamare suo padre. In fabbrica, le bambole disconnettono i telefoni dal gancio. Marilyn ritorna nella stanza di Jessica per trovare la bambola sparita. Jimmy continua a provare a contattare suo padre. Quando non è in grado di superare, tenta di chiamare l'operatore, ma non è in grado di comunicare perché non parla spagnolo.
Quando Jessica si separa da Dolly, sua madre tenta di fuggire con lei, solo per essere bloccata da Dolly. Dolly chiama Jessica e Jessica attacca sua madre. Mentre Marilyn e Jessica lottano, Dolly inizia ad avanzare verso di loro con un coltello da cucina. Jimmy afferra il fucile e, dopo aver capito come funziona, lo lancia contro Dolly.
L'impatto dei proiettili fa schiantare Dolly attraverso la porta e Jessica diventa di nuovo se stessa. Marilyn, Jessica e Jimmy salgono in macchina e guidano verso la fabbrica, dove Elliot viene attaccato dalle bambole. Nel frattempo, il professore entra nella tomba e vede i resti del bambino diavolo, che ha il corpo di un bambino e la testa di una capra. Realizzando che il mito era vero, il professore corre alla fabbrica, dove salva Elliot dalle bambole. Corrono fuori e si riuniscono con la famiglia di Elliot. La famiglia pianta la dinamite attorno alla fabbrica. Le bambole non riescono a fermarle; di conseguenza, la fabbrica esplode, uccidendo le bambole. Mentre le esplosioni continuano, si sente un urlo demoniaco angosciante, che implica anche che lo spirito della maligna Sanzia sia distrutto. Il film termina mentre la famiglia guarda bruciare la fabbrica.